# スー・ゲートウェイ空港
スー・ゲートウェイ空港（スー・ゲートウェイくうこう、英語: Sioux Gateway Airport）は、アメリカ合衆国アイオワ州スーシティにある軍民共用空港である。スーシティの中心街から約10キロメートル南に位置する。2002年には、スーシティ出身のアメリカ空軍大佐で、名誉勲章と空軍十字章を共に受章した唯一の人物であるジョージ・エバレット・バド・デイを讃えてカーネル・バド・デイ・フィールドの名称が付けられた。
スー・ゲートウェイ空港にはアメリカン航空が2路線を開設している。空港の年間旅客輸送量（搭乗者数）は2015年が26,104人、2016年が36,413人である。アメリカ連邦航空局による2017年-2021年の国家空港総合整備計画による分類では "primary airports"（主要空港）に位置付けられている。
スー・ゲートウェイ空港にはスーシティ空軍州兵基地が併設されており、アイオワ空軍州兵航空機動軍団の第185空中給油航空団の本拠地としてKC-135が配備されている。
1989年に発生したユナイテッド航空232便不時着事故の事故現場でもある。

## 歴史

### スーシティ公営空港の開設
スー・ゲートウェイ空港の前身となるスーシティ公営空港 (Sioux City Municipal Airport) が建設されたのは、1937年から1940年にかけてである。当時、アメリカではニューディール政策が進められており、この空港建設も公共事業促進局の事業の一環であった。3本の滑走路と駐機場、それらを結ぶ誘導路、そしてターミナルビルが建設された。
建設地の北西には、もともと芝の発着場があった。1928年設立のミッドコンチネント航空は、スーシティを本拠地にして定期便やチャーター便を運航していた。また、1930年にはノースウエスト航空も同市に乗り入れたものの、スーシティ空港が開港した1940年時点で就航していた航空会社は、ミッドコンチネント航空のみだった。
1939年に第二次世界大戦が勃発し、1941年にはアメリカ陸軍航空軍が設置された。同年にスーシティ空港はアメリカ陸軍省（当時）にリースされることになった。そして、真珠湾攻撃から数か月後の1942年3月に飛行場敷地内でスーシティ陸軍航空基地の建設が始まり、同年4月末からリースが始まった。賃料は年間1ドルで、政府が希望すれば1967年まで毎年同額で更新できるという契約だった。リース開始時までに空港敷地は1,400エーカー（567ヘクタール）に拡張されていた。滑走路の延長や屋舎の建築が進められ、同年7月に基地が完成した。スーシティ陸軍航空基地は、B-24やB-17爆撃機の乗員養成拠点の1つとなった。

### スーシティ空軍州兵基地
1945年12月、任務完了に伴いスーシティ陸軍航空基地は閉鎖されたものの、翌1946年9月に空軍予備役の基地として飛行場が再開された。スーシティ航空基地は、戦後開設された最初の空軍予備役基地の一つとなった。陸軍航空軍を前身としてアイオワ空軍州兵に第174飛行隊が編成され、1946年5月にスーシティに配属された。同年12月、連邦政府の承認を得て同飛行隊は拡張され、P-51戦闘機が配備された。空軍州兵部隊の配置に伴い、スーシティ航空基地はスーシティ空軍州兵基地に改称した。
1948年、スーシティは戦時資産管理事務局から飛行場の権利放棄証書を受領した。そして同時に、アイオワ州兵が飛行場を共用できるリース契約が締結された。その後1970年に、スーシティはアメリカ連邦政府と最終的な譲渡証書を交わし、アメリカ軍所有の施設や設備の所有権が市に移った。
1949年、第174飛行隊のジェット機への転換が始まり、スーシティ航空基地にF-84戦闘機が配備された。その後朝鮮戦争による軍務招集や、数度の機種更新や部隊改編などを経て、1962年10月には第185戦術戦闘群に改組された。この改組で組織の人員は2倍近くに増え、800人の将校と飛行士を擁するようになった。この頃、同部隊ではF-100戦闘機が運用されていた。

### スー・ゲートウェイ空港へ
1953年にはターミナルビルの大規模増築が行われ、管制塔も建設された。
スーシティ路線を運航していたミッドコンチネント航空は1952年にブラニフ航空と合併し、スーシティ路線もブラニフ航空に引き継がれた。1965年にはブラニフ航空がBAC 1-11を投入し、これが、スーシティ空港へのジェット旅客機の最初の就航となった。
1986年、コンピューターメーカーのゲートウェイの資金提供により、スーシティ公営空港の改装が行われた。この時、新しい空港名が公募されてスー・ゲートウェイ空港へと改称された。
1988年には、3本ある滑走路のうちの滑走路22/04が閉鎖された。
1989年7月19日、スー・ゲートウェイ空港で大規模な航空事故（ユナイテッド航空232便不時着事故）が発生した。コロラド州デンバーのステープルトン国際空港からシカゴ・オヘア国際空港へ飛行していたユナイテッド航空のマクドネル・ダグラスDC-10型機が全ての油圧系統を喪失し、操縦翼面の操作ができなくなった。同機は、左右のエンジン推力の調整によりスー・ゲートウェイ空港へ向かった。操縦が困難な状況ながらも事故機は前年に閉鎖された滑走路22への着陸を試みたが、接地直前にバランスを崩して大破炎上した。
スー・ゲートウェイ空港における消防救助隊 (Aircraft rescue and firefighting ARFF) は第185戦術戦闘群が担当しており、部隊の全車両5台が出動し救助活動にあたった。さらに、スー・ゲートウェイ空港に就航していない大型機の緊急事態であったことから、地域緊急対応計画に従いスーシティ消防部の応援車両も加わったほか、スーシティと相互援助協定を結んでいた近隣自治体からの応援も集まった。
スー・ゲートウェイ空港では、被害者90人を想定した大規模な災害訓練が1987年10月に実施されており、本事故前月の1989年6月にも小規模な訓練が実施されていた。これらの経験は、現場や負傷者を受け入れた病院での救助活動に活かされた。乗客乗員296人のうち最終的に112人が死亡したものの、半数以上が救助された。この救助活動は、のちに連邦航空局により賞賛された。

### リージョナルジェット化と9.11事件の影響
1999年の時点で、スー・ゲートウェイ空港にはノースウエスト航空とトランス・ワールド・エクスプレスが就航していた。2001年から2002年の間に、トランス・ワールド・エクスプレスはシャトーカ航空、そしてアメリカン・コネクションへとブランド名を変えた。
このころスー・ゲートウェイ空港への旅客便はサーブ340などのプロペラ機が用いられてきたが、2001年入ると、航空会社は相次いでリージョナルジェットへ転換する動きを見せた。2001年8月には、リージョナルジェットに接続できるボーディング・ブリッジがターミナルビルに増設された。
ところが、2001年9月11日、アメリカ同時多発テロ事件が発生した。テロ発生直後、アメリカ連邦航空局は航空機の飛行を全面禁止し、アメリカ国内の1万9千もの空港が閉鎖された。スー・ゲートウェイ空港も閉鎖され、全ての飛行が停止された。
事件から2日後、一部の航空会社の運航が再開された。スー・ゲートウェイ空港の旅客営業も9月14日に再開したが、旅客便の運航スケジュールが不透明だったため空港は閑散としていた。この事件以降、スー・ゲートウェイ空港の旅客数は減少した。
旅客機を乗っ取り乗客乗員を巻き込んで自爆テロを起こすという事件に航空輸送需要が急落した。座席供給を減らすため航空会社は運航機材を小型機に変更したことで、リージョナル機の運航比率が高くなった。しかし、テロ事件以前よりアメリカのパイロット協会と航空会社は、リージョナル機と大型機との比率を決まった範囲内に制限する協定を結んでいた。制限比率を維持するためのあおりを受ける形で、アメリカン・コネクションは、リージョナル機で運航していたスーシティ路線の廃止を決めた。2002年3月、アメリカン・コネクションはスー・ゲートウェイ空港から撤退した。
スー・ゲートウェイ空港にはかつて4社が路線開設していた時代もあったが、同空港へ就航している航空会社はノースウエスト航空のみとなった。スー・ゲートウェイ空港の代わりに、約140キロメートル南にあるオマハのエプリー・エアフィールドを利用する人が増加したという声もあった。
2002年5月25日、スーシティ出身のアメリカ空軍大佐、ジョージ・エバレット・バド・デイを讃えて「カーネル・バド・デイ・フィールド」の名称がつけられた。バド・デイことジョージ・エバレット・バド・デイは、ベトナム戦争に従軍した第185戦術戦闘群のパイロットで、名誉勲章と空軍十字章を共に受章した唯一の人物である。同年にはバド・デイの銅像がターミナルのそばに建てられた。

### 州兵部隊の再編

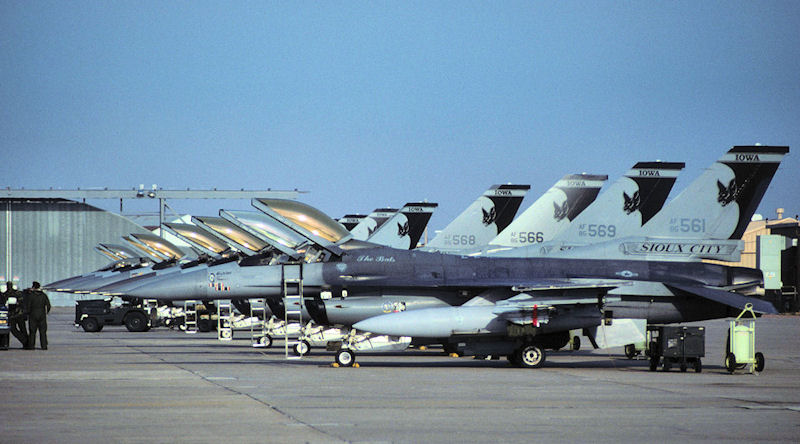
スーシティ空軍州兵基地で駐機中のF-16戦闘機。第185戦術戦闘群時代の1998年撮影。

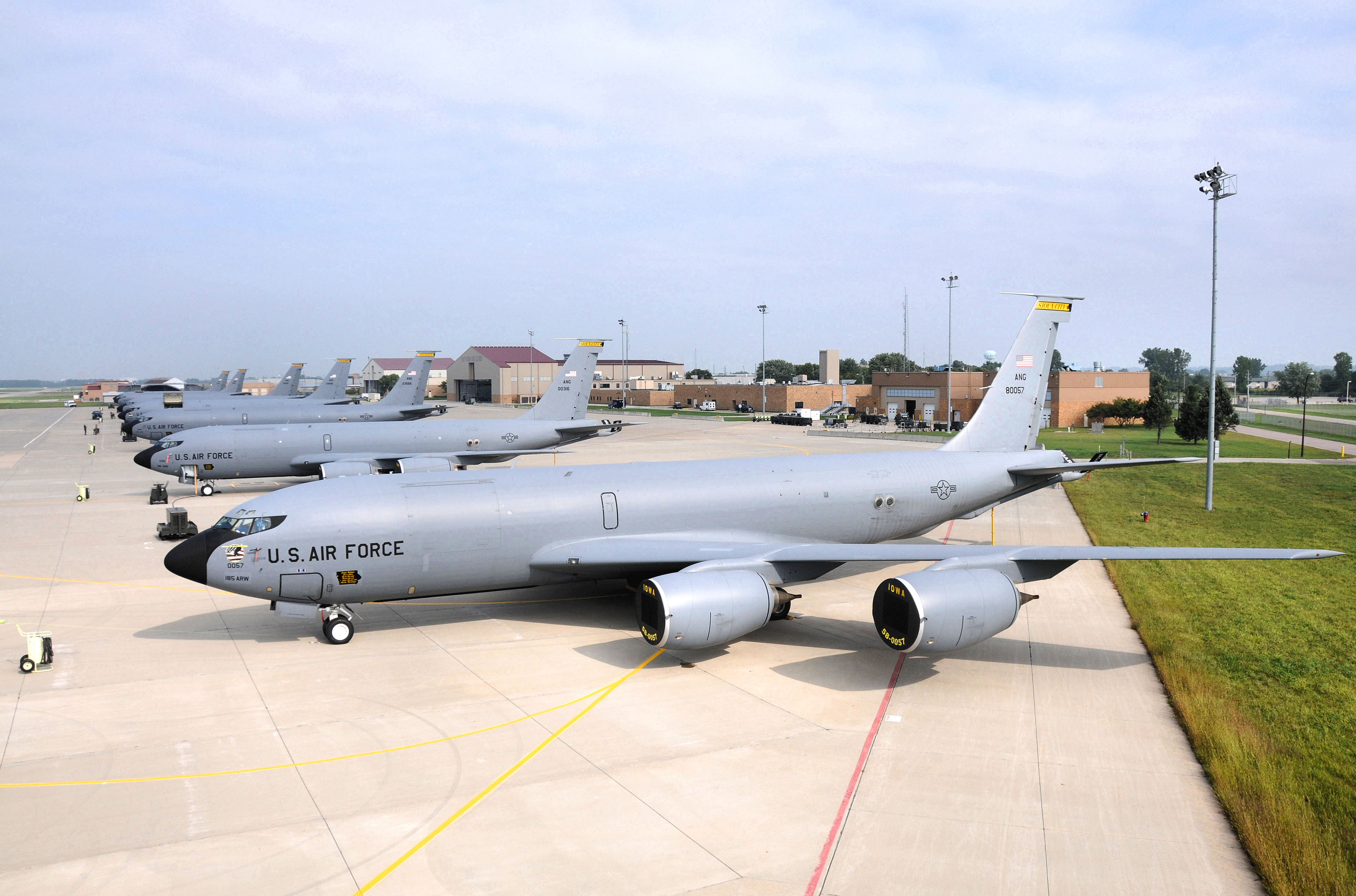
スーシティの部隊は第185空中給油航空団に再編され、スーシティにはKC-135空中給油機が配備された。2009年撮影。

アイオワ空軍州兵の第185戦術戦闘群は、プエブロ号事件やベトナム戦争に伴う前線展開などを経験しつつ、機種更新などを重ねてきた。スーシティ空軍州兵基地には、F-100戦闘機に続いてA-7攻撃機が、そして1991年からはF-16と単座戦闘機が配備されてきた。しかし、世界情勢の変化に伴い、スーシティの基地に求められる役割も変化した。第185戦術戦闘群はアイオワ空軍州兵航空機動軍団の第185空中給油航空団に改められ、2003年11月にスーシティ基地へKC-135空中給油機の配備が始まった。
2003年から2004年にかけて、KC-135空中給油機の配備に対応するため空港設備の改良工事が行われ、誘導路が改良されたほか消火救助施設の増強などが行われた。
また、2003年には、スー・ゲートウェイ空港の東を南北に走る州間高速道路29号線のインターチェンジが改良され、そこから旅客ターミナルまでを結ぶ道路が建設された。

### デルタ航空からアメリカン航空へ
ターミナルビルは築50年を超えたことから、2008年から3年かけて空港の大規模改装が行われた。ボーディング・ブリッジのうち旧式化していたものが更新された。改築費用として6,200万ドルを要し、そのうちの78パーセントをアメリカ連邦政府とアイオワ州政府が負担した。加えて、ボーディング・ブリッジの更新費用397万ドルを連邦航空局が助成した。最終的なスーシティの負担額は140万ドルだったが、それでもシロアリや排水に関する傷みが大きく、当初予定の2倍の負担となった。
2007年10月には、フロンティア航空がスー・ゲートウェイ空港とデンバーを結ぶ路線を開設した。しかし間もなく同社は連邦倒産法第11章を申請したことに伴い複数の路線が休止され、2008年5月にスーシティからも撤退した。
2008年4月にはノースウエスト航空とデルタ航空が合併し、ノースウエスト航空のスーシティ路線はデルタ航空に継承された。この頃、デルタ航空は同社のハブ空港であるミネアポリス・セントポール国際空港とスー・ゲートウェイ空港を結ぶ路線を運航していた。
2011年に、スー・ゲートウェイ空港への就航会社に対する助成金の公募が行われた。デルタ航空のほかアメリカン航空がこの助成金に応募した。アメリカン航空はシカゴ・オヘア国際空港への就航を提案したのに加え、将来さらに別のハブ空港への就航に前向きな提案を行なった。一方、デルタ航空はミネアポリスへの路線維持を提案し、新たな空港への就航には消極的だった。スーシティの航空利用客は、ビジネス・観光ともにシカゴ便の就航を望んでいた。スー・ゲートウェイ空港の評議委員会は、アメリカン航空の提案を採択し、連邦政府からの補助金が同社に提供されることになった。2012年4月、アメリカン航空のリージョナル部門であるアメリカン・イーグルがスーシティ - シカゴ線を開設させた。デルタ航空は、燃料費の高騰にともない路線維持が困難という理由で、同月スー・ゲートウェイ空港から撤退した。
2014年6月にはフロンティア航空がスーシティへ再就航したものの半年たたずで撤退した。2015年には乗り入れ再開の予定はないと述べている。
2016年5月、アメリカン航空は同社のハブ空港であるダラス・フォートワース国際空港とスー・ゲートウェイ空港を結ぶ路線を新設した。これまでオマハの空港を利用していたビジネス客には、スー・ゲートウェイ空港の利用に切り替える人も見られた。

## 所有と運営
スー・ゲートウェイ空港は、スーシティが所有している。市には空港理事会が設置されており、空港の管理や運営の責任を担っている。

## 敷地と設備
スー・ゲートウェイ空港は、スーシティの南東部に位置し同市の中心街からの距離は約10キロメートルである。空港の西側にはミズーリ川が流れ、東隣にはサージャント・ブラフがある。
空港の東を南北に走る州間高速道路29号線には、空港至近にインターチェンジがあり空港まで続く接続道路も整備されている。空港には、旅客便利用者やゼネラル・アビエーション利用者のための駐車場もある。
スー・ゲートウェイ空港は、2,460エーカー（996ヘクタール）の敷地面積を持ち、2本の滑走路を有する。滑走路 13/31 は長さが9,002フィート（2,744メートル）でコンクリート舗装、滑走路 17/35 は長さが6,600フィート（2,012メートル）でアスファルト舗装である。共に幅は150フィート（46メートル）である。空港の標高は1,098フィート（335メートル）である。

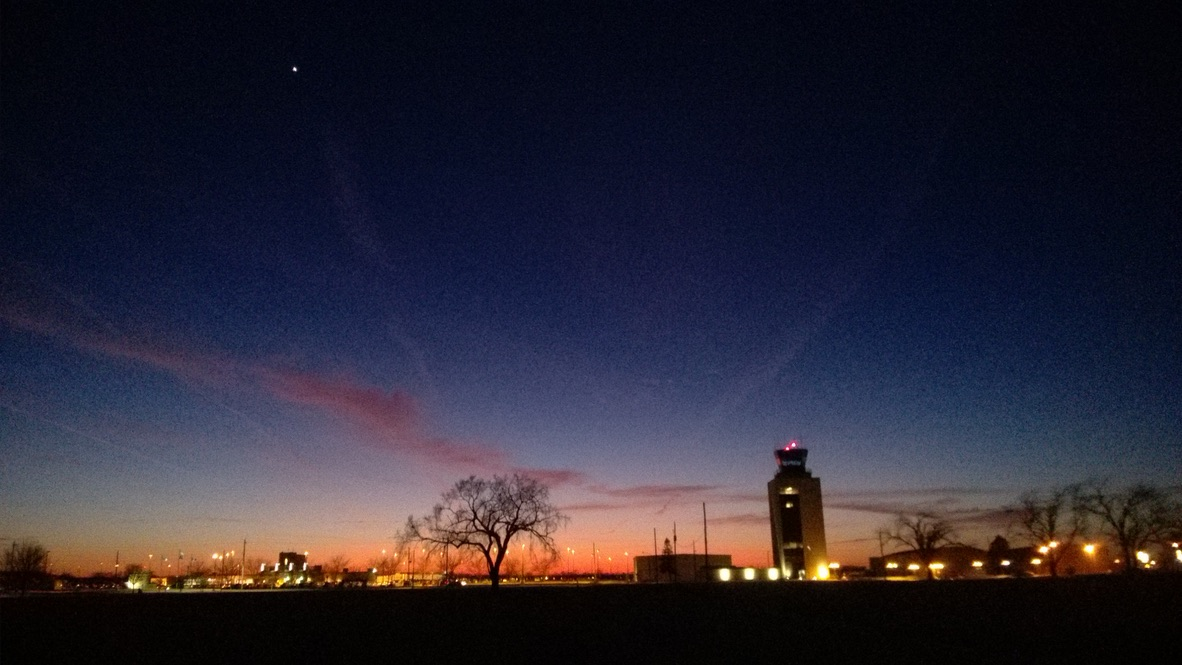
日没時のスー・ゲートウェイ空港。

空港にはレーダー設備を備えた管制塔があり、ターミナルレーダー進入管制業務 (Terminal Radar Approach Control; TRACON) を行なっている。
駐機場は大きく分けると敷地中央部と南側に2か所あり、中央部が民間航空向け、南側が州兵の基地に用いられている。民間航空向けの駐機場には旅客ターミナルがあるほか、運航支援事業 (FBO) も営業しており、ビジネスやプライベート機といったジェネラル・アビエーション向けサービスを提供している。
旅客ターミナルは1940年建築で1953年に最初の大規模増築が行われ、2011年に改築を終えた。ターミナルの旅客エリアは1階で、一般区域、保安区域、事業者入居区域がある。保安区域には出発ラウンジがある。一般区域には航空会社のカウンターのほか、カフェや土産物店、レンタカー店が入居している。また、手荷物受取所があり、手荷物輸送用のコンベアーが備えられている。
旅客ターミナルのそばには、バド・デイの銅像が建てられている。台座を含めて高さ13フィート（約4メートル）で、ベトナム戦争当時の飛行服姿の立像である。

## 就航路線
開港以来、スー・ゲートウェイ空港には、ブラニフ航空、ノースウエスト航空、フロンティア航空、デルタ航空、オザーク航空などが就航してきたが、2018年現在で運航されている定期旅客便は以下の通りである。
| 航空会社                                   | 就航地                                                 |
| ------------------------------------------ | ------------------------------------------------------ |
| アメリカン航空（アメリカン・イーグル航空） | シカゴ・オヘア国際空港, ダラス・フォートワース国際空港 |

アメリカ連邦航空局の統計によると、スー・ゲートウェイ空港の年間旅客輸送量（搭乗者数）は2015年が26,104人、2016年が36,413人である。2017年-2021年の国家空港総合整備計画による分類では "primary airports"（主要空港）に位置付けられている。

## "SUX" 論争
スー・ゲートウェイ空港の3レターコードは "SUX"である。このコードは、本来は1文字ずつ発音するものであり、SUXは「エス・ユー・エックス」と呼ぶよう意図されていた。しかし、この3文字はしばしば "sucks"（吸う・しゃぶる）と同じ発音で呼ばれる。しかし、アメリカ英語において "sucks" は俗語としても用いられ、侮蔑的に「最悪である」、「非常にむかつく」といった意味を持つ場合がある。
2002年には、スーシティ市長のクレイグ・バーンスタインは、"SUX" は市にとって恥ずかしいコードだと述べている。1988年と2002年に、スーシティ側はアメリカ連邦航空局に空港コードの変更を請願した。これに対して当局からは、GWU、GYO、GYT、SGV、GAYの5つの変更案が提示されたが、空港の理事会は変更依頼を取り下げた。取り下げの理由として、提案されたコードよりもSUXの方が印象的で覚えやすいといった理由が述べられている。そして、スーゲートウェイ空港は、2007年から "Fly SUX" というスローガンを展開した。

## 航空事故
スーシティ公営空港時代を含め、スー・ゲートウェイ空港およびその近郊で死亡事故が3件発生している
最初の死亡事故は1944年に発生した。アメリカ陸軍航空軍のダグラスDC-2型機（C-39）がスーシティ陸軍航空基地を離陸後まもなくエンジン出火と見られるトラブルにより墜落・炎上し、搭乗者3名全員が死亡した。
次の死亡事故は1951年に発生した。ミッドコンチネント航空のダグラスDC-3A型機がスーシティ空港への進入中に墜落炎上した。搭乗者25名のうち、乗員3名と乗客13名が死亡した。事故原因は、地表付近で旋回した際に失速したためと推定されている。
3件目は1989年に発生した「ユナイテッド航空232便不時着事故」である 。ユナイテッド航空のマクドネル・ダグラスDC-10型機が飛行中に操縦翼面を操作できなくなり、エンジン推力の操作でスー・ゲートウェイへ緊急着陸を試みた。機体は大破炎上し乗客乗員296人のうち最終的に112人が死亡したものの、空軍州兵や自治体の消防救助隊の活動により半数以上が救出された。詳細は、ユナイテッド航空232便不時着事故および「#スー・ゲートウェイ空港へ」節を参照。